# Каливия Варику
Каливия Варику (на гръцки: Καλύβια Βαρικού, в превод Колиби на Варико) е село в Егейска Македония, Гърция, дем Дион-Олимп в административна област Централна Македония.

## География
Селото се намира на около 10 километра североизточно от демовия център Литохоро.

## История
Селото се появява в преброяванията за пръв път в 1940 година.
| Година    | 1913 | 1920 | 1928 | 1940 | 1951 | 1961 | 1971 | 1981 | 1991 | 2001 | 2011 | 2021 |
| --------- | ---- | ---- | ---- | ---- | ---- | ---- | ---- | ---- | ---- | ---- | ---- | ---- |
| Население |      |      |      | 9    | 40   | 55   | 7    | 4    | 16   | 30   | 38   | 38   |